# تهران امروز (فیلم)
تهران امروز با نام کامل تصاویر یک شهر، تهران امروز (به انگلیسی: Impressions of a City, Tehran Today) یک فیلم مستند دربارهٔ شهر و مردم تهران است. این فیلم از ساخته‌های خسرو سینایی در سال ۱۹۷۷ است که زندگی در تهران سال ۱۳۵۶ شمسی را نمایش می‌دهد. فیلم نوستالژیک با گویندگی ب. بصیری و مدت آن ۸۰ دقیقه است.

## پس‌زمینه
این فیلم که در تابستان داغ تهران ساخته شده بیننده را به زمان گذشته برده و بسیاری از مکان‌هایی را که در آن روزگار محل رفت‌وآمد و تفریح و آموزش و کار جوانان بوده است، نشان می‌دهد. 
فیلم بیشتر جاهای سنتی و مدرن ایران را نمایش می‌دهد و اگرچه بیشتر به نوسازی‌های تهران و بخش‌های سنتی گیرای گردشگری آن می‌پردازد، همزمان می‌کوشد از دوگانگی‌های شهری و اجتماعی این شهر پرده بردارد. 
در سراسر این فیلم هر از گاهی نمایی از زن سرخ‌پوش میدان فردوسی تهران پخش می‌شود و کارگردان می‌کوشد داستان فیلم را با بودن او واگویی کند. 

## موسیقی
موسیقی متن این فیلم ترانۀ شب‌های تهران است. این ترانه که سروده‌ای از «کریم فکور»، آهنگ «مجید وفادار» است با صدای پروانه در تیتراژ آغازین فیلم پخش می‌شود. «پروانه» پیش از این ترانۀ معروف «مرا ببوس» را برای نخستین بار خوانده بود که در ضبط‌های پسین با صدای «حسن گلنراقی» ضبط و پرآوازه شد.